# Ferrocarril Mexicano

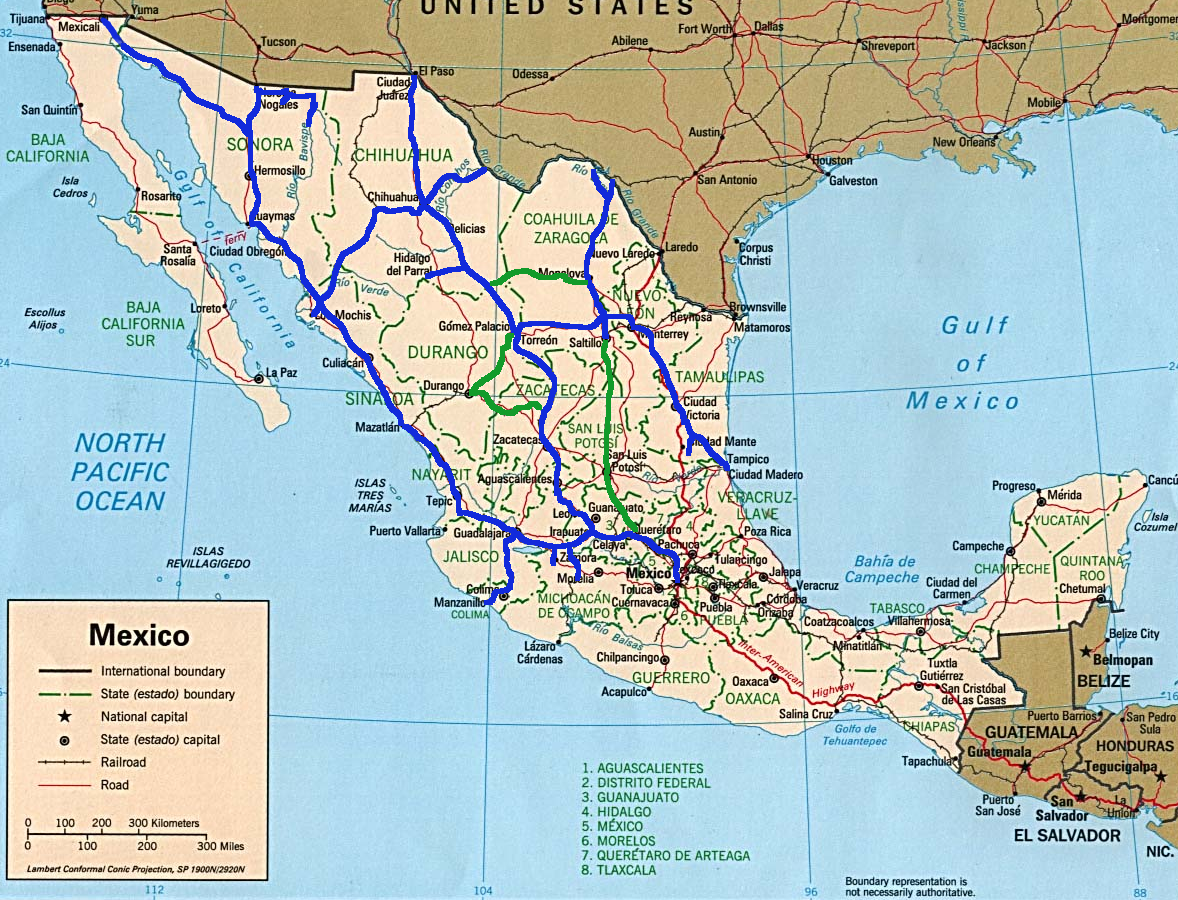
Streckennetz, blau – eigene Strecke, grün – Nutzungsrechte (Offizielle Karte)

Ferrocarril Mexicano, kurz Ferromex (FXE), ist eine mexikanische Eisenbahngesellschaft. Sitz des Unternehmens ist Mexiko-Stadt. Die Bahngesellschaft ist im Eigentum der „Grupo Ferroviario Mexicano“ (GFM), einem Gemeinschaftsunternehmen von Union Pacific Railroad und Infraestructura y Transportes Mexico (ITM) ein Tochterunternehmen der Grupo México und des mexikanischen Unternehmers Carlos Slim.
Das Unternehmen befährt ein Streckennetz von 8.650 km, davon 7.930 km im eigenen Besitz. Der Fuhrpark umfasst rund 500 Lokomotiven und 10.000 Güterwagen. Übergänge zum Bahnnetz der Vereinigten Staaten bestehen in Mexicali und Nogales zur Union Pacific Railroad, in Ciudad Juárez und Piedras Negras (Eagle Pass) zur Union Pacific und zur BNSF Railway, in Presidio zur Texas-Pacífico Transportation, die ebenfalls Grupo México gehört.
Hauptkonkurrent ist die Kansas City Southern de México.

## Transportleistung
2015 betrug die Transportleistung 45,9 Mio. Tonnenkilometer.

## Geschichte
Im Jahr 1995 beschloss die mexikanische Regierung, die staatliche Eisenbahngesellschaft Ferrocarriles Nacionales de México zu privatisieren. Dabei wurde nicht das gesamte Netz und der Betrieb als ein Unternehmen privatisiert, sondern es wurde langjährige Betriebskonzessionen für den Verkehr auf bestimmten Streckennetzen ausgeschrieben. Für das Streckennetz im Westen und der Mitte Mexikos (Ferrocarril Chihuahua al Pacífico und Ferrocarril Pacífíco Norte) erhielt das Konsortium von Union Pacific Railroad (13 %), dem Baukonzern Constructoras ICA (13 %) und der mexikanischen Minengesellschaft Grupo México (74 %) für 3.940,9 Mio. Dollar den Zuschlag und wurde damit die größte mexikanische Eisenbahngesellschaft. Am 19. Februar 1998 nahm das Unternehmen den Betrieb auf. 1999 stockte die UP ihren Anteil durch Übernahme des ICA-Anteils auf 26 % auf. Seit der Betriebsaufnahme wurde ständig investiert, vor allem in neue Lokomotiven und das Streckennetz. So wurden seit 1999 70 Lokomotiven der neuesten Baureihen EMD SD70ACe und GE AC4400CW erworben. Fusionsgespräche mit der Ferrosur werden seit 2002 geführt. Auf Grund der fehlenden Genehmigung der Kartellbehörde konnte die Fusion noch nicht realisiert werden, obwohl Ferrosur seit 2005 zu 100 % der Grupo México-Tochter Infraestructura y Transportes Mexico gehört.